# Premi Oscar 1946
La 18ª edizione della cerimonia di premiazione dei Premi Oscar si è tenuta il 7 marzo 1946 al Chinese Theatre di Hollywood, condotta dagli attori Bob Hope e James Stewart.

## Vincitori e candidati
Vengono di seguito indicati in grassetto i vincitori. Dove ricorrente e disponibile, viene indicato il titolo in lingua italiana e quello in lingua originale tra parentesi.

### Miglior film
- Giorni perduti (The Lost Weekend), regia di Billy Wilder
- Due marinai e una ragazza (Canta che ti passa) (Anchors Aweigh), regia di George Sidney
- Le campane di Santa Maria (The Bells of St. Mary's), regia di Leo McCarey
- Il romanzo di Mildred (Mildred Pierce), regia di Michael Curtiz
- Io ti salverò (Spellbound), regia di Alfred Hitchcock

### Miglior regia
- Billy Wilder - Giorni perduti (The Lost Weekend)
- Leo McCarey - Le campane di Santa Maria (The Bells of St. Mary's)
- Alfred Hitchcock - Io ti salverò (Spellbound)
- Clarence Brown - Gran Premio (National Velvet)
- Jean Renoir - L'uomo del Sud (The Southerner)

### Miglior attore protagonista
- Ray Milland - Giorni perduti (The Lost Weekend)
- Bing Crosby - Le campane di Santa Maria (The Bells of St. Mary's)
- Gene Kelly - Due marinai e una ragazza (Canta che ti passa) (Anchors Aweigh)
- Gregory Peck - Le chiavi del paradiso (The Keys of the Kingdom)
- Cornel Wilde - L'eterna armonia (A Song to Remember)

### Migliore attrice protagonista
- Joan Crawford - Il romanzo di Mildred (Mildred Pierce)
- Ingrid Bergman - Le campane di Santa Maria (The Bells of St. Mary's)
- Greer Garson - La valle del destino (The Valley of Decision)
- Jennifer Jones - Gli amanti del sogno (Love Letters)
- Gene Tierney - Femmina folle (Leave Her to Heaven)

### Miglior attore non protagonista
- James Dunn - Un albero cresce a Brooklyn (A Tree Grows in Brooklyn)
- Michail Aleksandrovič Čechov - Io ti salverò (Spellbound)
- John Dall - Il grano è verde (The Corn Is Green)
- Robert Mitchum - I forzati della gloria (G. I. Joe)
- J. Carrol Naish - L'ombra dell'altro (A Medal for Benny)

### Migliore attrice non protagonista
- Anne Revere - Gran Premio (National Velvet)
- Eve Arden - Il romanzo di Mildred (Mildred Pierce)
- Ann Blyth - Il romanzo di Mildred (Mildred Pierce)
- Angela Lansbury - Il ritratto di Dorian Gray (The Picture of Dorian Gray)
- Joan Lorring - Il grano è verde (The Corn Is Green)

### Miglior sceneggiatura
- Charles Brackett e Billy Wilder - Giorni perduti (The Lost Weekend)
- Ranald MacDougall - Il romanzo di Mildred (Mildred Pierce)
- Albert Maltz - C'è sempre un domani (Pride of the Marines)
- Tess Slesinger e Frank Davis - Un albero cresce a Brooklyn (A Tree Grows in Brooklyn)
- Leopold Atlas, Guy Endore e Philip Stevenson - I forzati della gloria (G. I. Joe)

### Miglior sceneggiatura originale
- Richard Schweizer - Maria Luisa (Marie-Louise)
- Philip Yordan - Lo sterminatore (Dillinger)
- Myles Connolly - Marisa (Music for Millions)
- Milton Holmes - La corsa della morte (Salty O'Rourke)
- Harry Kurnitz - Al caporale piacciono le bionde (What Next, Corporal Hargrove?)

### Miglior soggetto originale
- Charles G. Booth - La casa della 92ma strada (The House on 92nd Street)
- Thomas Monroe e Laszlo Gorog - Gli amori di Susanna (The Affairs of Susan)
- John Steinbeck e Jack Warner - L'ombra dell'altro (A Medal for Benny)
- Alvah Bessie - Obiettivo Burma! (Objective, Burma!)
- Ernst Marischka - L'eterna armonia (A Song to Remember)

### Miglior fotografia
- Bianco e nero

- Harry Stradling - Il ritratto di Dorian Gray (The Picture of Dorian Gray)
- Arthur C. Miller - Le chiavi del paradiso (The Keys of the Kingdom)
- John F. Seitz - Giorni perduti (The Lost Weekend)
- Ernest Haller - Il romanzo di Mildred (Mildred Pierce)
- George Barnes - Io ti salverò (Spellbound)

- Colore

- Leon Shamroy - Femmina folle (Leave Her to Heaven)
- Robert Planck e Charles Boyle - Canta che ti passa (Anchors Aweigh)
- Leonard Smith - Gran Premio (National Velvet)
- Tony Gaudio e Allen M. Davey - L'eterna armonia (A Song to Remember)
- George Barnes - Nel mar dei Caraibi (The Spanish Main)

### Miglior scenografia
- Bianco e nero

- Wiard Ihnen e A. Roland Fields - Sangue sul sole (Blood on the Sun)
- Albert S. D'Agostino, Jack Okey, Darrell Silvera e Claude Carpenter - Schiava del male (Experiment Perilous)
- James Basevi, William Darling, Thomas Little e Frank E. Hughes - Le chiavi del paradiso (The Keys of the Kingdom)
- Hans Dreier, Roland Anderson, Sam Comer e Ray Moyer - Gli amanti del sogno (Love Letters)
- Cedric Gibbons, Hans Peters, Edwin B. Willis, Hugh Hunt e John Bonar - Il ritratto di Dorian Gray (The Picture of Dorian Gray)

- Colore

- Hans Dreier, Ernst Fegté e Sam Comer - L'avventura viene dal mare (Frenchman's Creek)
- Lyle Wheeler, Maurice Ransford e Thomas Little - Femmina folle (Leave Her to Heaven)
- Cedric Gibbons, Urie McCleary, Edwin B. Willis e Mildred Griffiths - Gran Premio (National Velvet)
- Ted Smith e Jack McConaghy - Duello a San Antonio (San Antonio)
- Stephen Goosson, Rudolph Sternad e Frank Tuttle - Notti d'oriente (A Thousand and One Nights)

### Migliori effetti speciali
- John Fulton e Arthur W. Johns - L'uomo meraviglia (Wonder Man)
- Fred Sersen, Sol Halprin, Roger Heman e Harry Leonard - Capitano Eddie (Captain Eddie)
- Jack Cosgrove - Io ti salverò (Spellbound)
- A. Arnold Gillespie, Donald Jahraus, Robert A. MacDonald e Michael Steinore - I sacrificati (They Were Expendable)
- Lawrence W. Butler e Ray Bomba - Notti d'oriente (A Thousand and One Nights)

### Miglior montaggio
- Robert J. Kern - Gran Premio (National Velvet)
- Harry Marker - Le campane di Santa Maria (The Bells of St. Mary's)
- Doane Harrison - Giorni perduti (The Lost Weekend)
- George Amy - Obiettivo Burma! (Objective, Burma!)
- Charles Nelson - L'eterna armonia (A Song to Remember)

### Miglior sonoro
- Stephen Dunn e RKO Radio Studio Sound Department - Le campane di Santa Maria (The Bells of St. Mary's)
- Daniel J. Bloomberg e Republic Studio Sound Department - Fiamme a San Francisco (Flame of Barbary Coast)
- Bernard B. Brown e Universal Studio Sound Department - Due pantofole e una ragazza (Lady on a Train)
- Thomas T. Moulton e 20th Century-Fox Studio Sound Department - Femmina folle (Leave Her to Heaven)
- Nathan Levinson e Warner Bros. Studio Sound Department - Rapsodia in blu (Rhapsody in Blue)
- John P. Livadary e Columbia Studio Sound Department - L'eterna armonia (A Song to Remember)
- Jack Whitney e General Service - L'uomo del sud (The Southerner)
- Douglas Shearer e Metro-Goldwyn-Mayer Studio Sound Department - I sacrificati (They Were Expendable)
- C. O. Slyfield e Walt Disney Studio Sound Department - I tre caballeros (The Three Caballeros)
- W. V. Wolfe e RCA Sound - Three Is a Family (Three Is a Family)
- Loren L. Ryder e Paramount Studio Sound Department - Il fantasma (The Unseen)
- Gordon Sawyer e Samuel Goldwyn Studio Sound Department - L'uomo meraviglia

### Migliore colonna sonora
- Film musicale

- Georgie Stoll - Due marinai e una ragazza (Canta che ti passa) (Anchors Aweigh)
- Jerome Kern e Hans J. Salter - California (Can't Help Singing)
- Arthur Lange - La bella dello Yukon (Belle of the Yukon)
- Morton Scott - Hitchhike to Happiness
- Robert Emmett Dolan - Le ragazze di Harvey (The Harvey Girls) 
- Bernard Herrmann - Bionda incendiaria (Incendiary Blonde)
- Ray Heindorf e Max Steiner - Rapsodia in blu (Rhapsody in Blue)
- Alfred Newman e Charles Henderson - Festa d'amore (State Fair)
- Edward J. Kay - Sunbonnet Sue
- Charles Wolcott, Edward Plumb e Paul J. Smith - I tre caballeros (The Three Caballeros)
- Marlin Skiles e Morris Stoloff - Stanotte ed ogni notte (Tonight and Every Night)
- Walter Greene - Why Girls Leave Home
- Ray Heindorf e Lou Forbes - L'uomo meraviglia (Wonder Man)

- Film drammatico o commedia

- Miklós Rózsa - Io ti salverò (Spellbound)
- Robert Emmett Dolan - Le campane di Santa Maria (The Bells of St. Mary's)
- Lou Forbes - Milioni in pericolo (Brewster's Millions)
- Werner Janssen - Capitan Kidd (Captain Kidd)
- Roy Webb - Il villino incantato (The Enchanted Cottage)
- Morton Scott e Dale Butts - Fiamme a San Francisco (Flame of Barbary Coast)
- Edward J. Kay - G. I. Honeymoon
- Louis Applebaum e Ann Ronell - I forzati della gloria (G. I. Joe)
- Werner Janssen - Veleno in Paradiso (Guest in the House)
- Daniele Amfitheatrof - Quella che non devi amare (Guest Wife)
- Alfred Newman - Le chiavi del paradiso (The Keys of the Kingdom)
- Victor Young - Gli amanti del sogno (Love Letters)
- Miklós Rózsa - Giorni perduti (The Lost Weekend)
- Karl Hajos - The Man Who Walked Alone
- Alexandre Tansman - A Parigi nell'ombra (Paris Underground)
- Franz Waxman - Obiettivo Burma! (Objective, Burma!)
- Miklós Rózsa e Morris Stoloff - L'eterna armonia (A Song to Remember)
- Werner Janssen - L'uomo del sud (The Southerner)
- Hans J. Salter - Questo nostro amore (This Love of Ours)
- Herbert Stothart - La valle del destino (The Valley of Decision)
- Arthur Lange e Hugo Friedhofer - La donna del ritratto (The Woman in the Window)

### Miglior canzone
- It Might as Well Be Spring, musica di Richard Rodgers, testo di Oscar Hammerstein II - Festa d'amore (State Fair)
- Accentuate the Positive, musica di Harold Arlen, testo di Johnny Mercer - Here Come the Waves
- Anywhere, musica di Jule Styne, testo di Sammy Cahn - Stanotte ed ogni notte (Tonight and Every Night)
- Aren't You Glad You're You?, musica di James Van Heusen, testo di Johnny Burke - Le campane di Santa Maria (The Bells of St. Mary's)
- The Cat and the Canary, musica di Jay Livingston, testo di Ray Evans - Why Girls Leave Home
- Endlessly, musica di Walter Kent, testo di Kim Gannon - Earl Carroll Vanities
- I Fall in Love Too Easily, musica di Jule Styne, testo di Sammy Cahn - Due marinai e una ragazza (Canta che ti passa) (Anchors Aweigh)
- I'll Buy That Dream, musica di Allie Wrubel, testo di Herb Magidson - Sing Your Way Home
- Linda, musica e testo di Ann Ronell - I forzati della gloria (G. I. Joe)
- Love Letters, musica di Victor Young, testo di Eddie Heyman - Gli amanti del sogno (Love Letters)
- More and More, musica di Jerome Kern, testo di E. Y. Harburg - California (Can't Help Singing)
- Sleighride in July, musica di James Van Heusen, testo di Johnny Burke - La bella dello Yukon (Belle of the Yukon)
- So in Love, musica di David Rose, testo di Leo Robin - L'uomo meraviglia (Wonder Man)
- Some Sunday Morning, musica di Ray Heindorf e Maurice K. Jerome, testo di Ted Koehler - Duello a San Antonio (San Antonio)

### Miglior documentario
- The True Glory (The True Glory), regia di Garson Kanin
- The Last Bomb (The Last Bomb), regia di Frank Lloyd

### Miglior cortometraggio
- Stairway to Light (Stairway to Light), regia di Sammy Lee
- Along the Rainbow Trail (Along the Rainbow Trail), regia di Edmund Reek
- Screen Snapshots' 25th Anniversary (Screen Snapshots' 25th Anniversary), regia di Ralph Staub
- Story of a Dog (Story of a Dog), regia di Gordon Hollingshead
- White Rhapsody (White Rhapsody), regia di Jack Eaton
- Your National Gallery (Your National Gallery), regia di Thomas Mead

### Miglior cortometraggio a 2 bobine
- Star in the Night (Star in the Night), regia di Don Siegel
- A Gun in His Hand (A Gun in His Hand), regia di Joseph Losey
- The Jury Goes Round 'N' Round (The Jury Goes Round 'N' Round), regia di Harry Edwards
- The Little Witch (The Little Witch), regia di George Templeton

### Miglior cortometraggio documentario
- Hitler Lives? (Hitler Lives?), regia di Saul Elkins
- Library of Congress (Library of Congress), regia di Alexander Hammid
- To the Shores of Iwo Jima (To the Shores of Iwo Jima), regia di United States Marine Corps

### Miglior cortometraggio d'animazione
- Silenzio, prego! (Quiet Please!), regia di Joseph Barbera e William Hanna
- Il reato di Paperino (Donald's Crime), regia di Jack King
- Jasper and the Beanstalk (Jasper and the Beanstalk), regia di George Pal
- Vita da piume (Life with Feathers), regia di Friz Freleng
- Mighty Mouse in Gypsy Life (Mighty Mouse in Gypsy Life), regia di Connie Rasinski
- The Poet and Peasant (The Poet and Peasant), regia di Dick Lundy
- Rippling Romance (Rippling Romance), regia di Bob Wickersham

## Premi speciali

### Oscar onorario
- Walter Wanger per i suoi sei anni di servizio come presidente dell'Academy.
- The House I Live In, tollerante cortometraggio prodotto da Frank Ross e Mervyn LeRoy, diretto da Mervyn LeRoy, sceneggiatura di Albert Maltz, canzone "The House I Live In" con musica di Earl Robinson e testo di Lewis Allen, interpretato da Frank Sinatra e distribuito da RKO Radio.
- Daniel J. Bloomberg, Republic Studio e Republic Studio Sound Department per la costruzione di una straordinaria sala d'incisione musicale che garantisce le ottimali condizioni per la registrazione e combina tutti gli elementi dell'acustica e del design ingegneristico.

### Premio giovanile
- Peggy Ann Garner